# Rivière aux Eaux Mortes (vattendrag i Kanada, lat 47,11, long -72,62)
Rivière aux Eaux Mortes är ett vattendrag i Kanada.   Det ligger i provinsen Québec, i den sydöstra delen av landet, 300 km nordost om huvudstaden Ottawa.
I omgivningarna runt Rivière aux Eaux Mortes växer i huvudsak blandskog. Trakten runt Rivière aux Eaux Mortes är nära nog obefolkad, med mindre än två invånare per kvadratkilometer.